# Patricia Wright
Patricia Wright Ellis (nacida el 5 de julio de 1921) es una ex actriz y bailarina estadounidense, presentadora del tiempo, locutora y portavoz comercial, que hizo varias apariciones en cine y televisión a lo largo de los años 50 y 60, también escribió, dirigió y produjo, apareció en anuncios impresos y creó vídeos educativos por los que ganó premios, entre otros en el Argentine Film Festival.
Ellis es más notable por su papel como protagonista en el cortometraje Cuckoo on a Choo Choo, junto a The Three Stooges y como locutora en la serie de televisión diurna de finales de los años 50 Queen for a Day.

## Biografía

### Primeros años
Wright creció en Washington, y asistió a la Universidad Estatal de Washington, antes de trasladarse a Hollywood para iniciar una carrera como actriz en la década de 1940, Trabajó como secretaria asistente de producción en la radio y la asistente de producción en The Bob Hope Show

### Cine y papeles en TV
Wright firmó un contrato con Paramount Pictures y sus apariciones en el cine incluyeron Chained for Life (1952), Trail Guide (1952), y Scandal Incorporated (1956). 
Apareció en varios programas de la televisión estadounidense, como Gomer Pyle, U.S.M.C., The Adventures of Kit Carson y The Ray Milland Show
Además de sus papeles en cine y televisión, Wright trabajó para Fox News siendo la primera meteoróloga de televisión de Los Ángeles.
También produjo, escribió y dirigió multimedia educativo para CBS

## Vida personal
Wright sufrió un accidente de tráfico, que interrumpió algunos años de su carrera en el mundo del espectáculo.
En su carrera posterior a la actuación, Wright se formó en UCLA y se convirtió en profesora universitaria en Cal State Los Angeles. 
Actualmente retirada, Wright fue la invitada de honor en el 2008 Three Stooges Fan Club Meeting.
Wright sufrió un derrame cerebral en los últimos años, actualmente reside en Newport Beach, California y celebró su 100 cumpleaños el 5 de julio de 2021.

## Filmografía
| Name of Production                                      | Year | Role                                                            |
| Penthouse Party (serie de televisión)                   | 1950 | Como ella misma                                                 |
| Fireside Theatre (serie de televisión)                  | 1950 | Ella misma                                                      |
| Dick Tracy (serie de televisión)                        | 1950 | episodio: The Mosquito Murders)                                 |
| Hit Parade of 1951                                      | 1950 | Papel menor (sin acreditar)                                     |
| The Lemon Drop Kid                                      | 1951 | Bailarina (sin acreditar)                                       |
| Racket Squad (serie de televisión)                      | 1951 | Millie Shane                                                    |
| Chained for Life                                        | 1952 | Renee                                                           |
| Trail Guide                                             | 1952 | Chica de salón                                                  |
| Cuckoo on a Choo Choo (cortometraje)                    | 1952 | Lenora                                                          |
| Rebound (serie de televisión)                           | 1952 | Adele Barker                                                    |
| Craig Kennedy, Criminologist (serie de televisión)      | 1952 | 3 papeles -Lydia "Dixie" Ramsay -Alberta Seward -Mildred Kinney |
| The Adventures of Kit Carson (serie de televisión)      | 1954 | desconocido                                                     |
| Meet Mr. McNutley (serie de televisión)                 | 1954 | 1 episodio                                                      |
| The New Adventures of China Smith (serie de televisión) | 1954 | 2 papeles -Kate Orleans -Maggie McGinnis                        |
| Lux Video Theatre (serie de televisión)                 | 1956 | Phyllis                                                         |
| Scandal Incorporated                                    | 1956 | Marjorie Cameron                                                |
| Gomer Pyle, U.S.M.C. (serie de televisión)              | 1966 | Mrs. Gray                                                       |